# Alessia Verstappen
Alessia Verstappen (20 juni 2006) is een Belgisch gymnast.

## Levensloop
Verstappen startte met turnen op haar vijf jaar. Later sloot ze aan bij Happy Gym te Gent.
In 2022 werd ze Belgisch kampioene en nam ze deel aan zowel de Europese kampioenschappen in het Israëlische Tel Aviv als de wereldkampioenschappen in het Bulgaarse Sofia. In Tel Aviv behaalde ze de 55e plaats met de hoepel (24.300 punten), de 44e plaats met de knotsen (26.400 pt.), de 54e plaats met het lint (23.200 pt.) en de 63e plaats met de baloefening (23.050 pt.). Hiermee werd ze 54e in de individuele all-around (73.900 pt.). In Sofia werd ze 58e in de individuele all-around (72.950 pt.). In de diverse oefeningen werd ze 52e met de hoepel (25.050 pt.), 65e met de baloefening (23.450 pt.), 53e met de knotsen (24.450 punten) en 62e met het lint (22.300 punten). 